# Evan Goldberg
Evan Goldberg (n. Vancouver, Columbia Británica, Canadá, 11 de mayo de 1982) es un director, productor y guionista cinematográfico canadiense.
Comenzó su carrera en el mundo del cine junto a su amigo de la infancia Seth Rogen, con el que ha producido y escrito numerosas películas y diversas series de televisión de gran prestigio internacional. Como director comenzó en 2013 con la película This Is the End.
Él y Rogen, han sido nominados en numerosos premios como los Premios Emmy, los Globo de Oro, Premios Independent Spirit, etc.

## Biografía
Nacido en la ciudad canadiense de Vancouver de la provincia de Columbia Británica en 1982. Es proveniente de una familia judía, se crio en el barrio de Marpole.
Se graduó en secundaria en la Escuela de Secundaria Point Grey y seguidamente asistió a la Universidad McGill de Montreal (Quebec).
En el año 2004, trabajó durante solamente tres días como modelo de conjuntos para la marca de ropa American Apparel.
En ese último año inició su carrera como guionista, junto a su amigo de la infancia el actor, comediante, escritor y productor de cine Seth Rogen, con el que comenzó escribiendo guiones para la serie de televisión Da Ali G Show, creada e interpretada por Sacha Baron Cohen.
Junto a Seth Rogen, desde el 2007 trabajan conjuntamente como guionistas y productores cinematográficos en diferentes películas de humor que han alcanzado un gran éxito internacional como Knocked Up, Superbad, Pineapple Express, Funny People, The Green Hornet, 50/50, The watch, The Guilt Trip y el cortometraje Jay y Seth vs The Apocalypse.
Ambos se han declarado grandísimos fanes de Los Simpson y en 2009 conocieron al guionista de la serie animada, James L. Brooks que afirmó ser fan de la película que habían producido Superbad, que a raíz de eso Brooks y los productores de Los Simpson decidieron que ambos escribieran un capítulo de la serie que fue titulado Homer the Whopper y estrenado durante la vigesimoprimera temporada.
Evan Goldberg comenzó como director cinematográfico en el año 2013 junto a Seth Rogen, dirigiendo la película This Is the End (Juerga hasta el fin ) y actualmente tienen numerosos proyectos dirigiendo la próxima película The Interview que tiene prevista su fecha de estreno para octubre de 2014 y produciendo las películas Neighbors y La fiesta de las salchichas que está prevista para el 2015 y también las futuras series de televisión Bigfoot de la cadena de la Fox, FX y Predicador de Sony Pictures Television, que está sacada de la historieta Predicador.

## Filmografía

### Guionista, productor y director
| Año  | Título                                      | Notas                                    |
| ---- | ------------------------------------------- | ---------------------------------------- |
| 2004 | Da Ali G Show                               | Guionista                                |
| 2007 | Knocked Up                                  | Productor ejecutivo y guionista          |
| 2007 | Superbad                                    | Productor y guionista                    |
| 2007 | Jay and Seth versus the Apocalypse          | Guionista; (cortometraje)                |
| 2008 | Pineapple Express                           | Guionista                                |
| 2009 | Funny People                                | Productor ejecutivo                      |
| 2010 | Los Simpsons                                | Guionista; 1 episodio: Homer the Whopper |
| 2011 | The Green Hornet                            | Guionista                                |
| 2011 | Goon                                        | Idem                                     |
| 2011 | 50/50                                       | Productor ejecutivo                      |
| 2012 | The watch                                   | Guionista                                |
| 2012 | The Guilt Trip                              | Productor                                |
| 2013 | This Is the End                             | Director, productor y guionista          |
| 2014 | Neighbors                                   | Productor; actualmente en desarrollo     |
| 2014 | The Interview                               | Director, productor y guionista; idem    |
| 2016 | La fiesta de las salchichas                 | Productor y guionista; idem              |
| 2016 | Neighbors 2: Sorority Rising                | Productor                                |
| 2016 | Preacher                                    | Idem; - Sony Pictures Television         |
| 2019 | Good Boys                                   | Productor                                |
| 2023 | Teenage Mutant Ninja Turtles: Mutant Mayhem | Productor                                |
| 2023 | Cobweb                                      | Productor                                |
| 2024 | Miller's Girl                               | Productor                                |

## Premios y nominaciones

### Globos de Oro
| Año  | Categoría                          | Trabajo | Resultado |
| ---- | ---------------------------------- | ------- | --------- |
| 2012 | Mejor película - Comedia o musical | 50/50   | Nominado  |

### Premios Emmy
| Año  | Categoría                                                | Trabajo       | Resultado |
| ---- | -------------------------------------------------------- | ------------- | --------- |
| 2005 | Mejor guion en una serie de comedia, variedades o música | Da Ali G Show | Nominado  |

### Premios Independent Spirit
| Año  | Categoría      | Trabajo | Resultado |
| ---- | -------------- | ------- | --------- |
| 2012 | Mejor película | 50/50   | Nominado  |

### Premios Canadian Comedy
| Año  | Categoría                   | Trabajo  | Resultado |
| ---- | --------------------------- | -------- | --------- |
| 2008 | Mejor guion cinematográfico | Superbad | Ganador   |

### Premios Genie
| Año  | Categoría            | Trabajo | Resultado |
| ---- | -------------------- | ------- | --------- |
| 2013 | Mejor Guion Adaptado | Goon    | Nominado  |